# Ламарк-Понтак
Лама́рк-Понта́к (фр. Lamarque-Pontacq, окс. Era Marca) — коммуна во Франции, находится в регионе Юг — Пиренеи. Департамент — Верхние Пиренеи. Входит в состав кантона Осён. Округ коммуны — Тарб.
Код INSEE коммуны — 65252.

## География
Коммуна расположена приблизительно в 660 км к югу от Парижа, в 135 км западнее Тулузы, в 17 км к западу от Тарба.
По территории коммуны протекает река Ус (фр. Ousse).

## Климат
Климат умеренно-океанический с солнечной тёплой погодой и обильными осадками на протяжении практически всего года.

## Население
Население коммуны на 2010 год составляло 808 человек.
| 1962 | 1968 | 1975 | 1982 | 1990 | 1999 | 2010 |
| ---- | ---- | ---- | ---- | ---- | ---- | ---- |
| 658  | 551  | 658  | 664  | 659  | 647  | 808  |

## Администрация
| Период | Период | Фамилия    | Партия | Примечания     |
| ------ | ------ | ---------- | ------ | -------------- |
| 2001   | 2020   | Марк Бегор |        | директор школы |

## Экономика
В 2010 году среди 502 человек трудоспособного возраста (15-64 лет) 374 были экономически активными, 128 — неактивными (показатель активности — 74,5 %, в 1999 году было 72,6 %). Из 374 активных жителей работали 354 человека (187 мужчин и 167 женщин), безработных было 20 (7 мужчин и 13 женщин). Среди 128 неактивных 40 человек были учениками или студентами, 58 — пенсионерами, 30 были неактивными по другим причинам.

## Достопримечательности
- Часовня Нотр-Дам-де-Пьетат